# Élections législatives vanuataises de 1995
Des élections législatives se tiennent au Vanuatu le 30 novembre 1995.

## Partis et candidats
Le nombre de sièges au Parlement (monocaméral) a été accru, passant de quarante-six à cinquante. Il y a cent-soixante-et-onze candidats.
Les deux partis formant la coalition sortante (l'Union des Partis modérés et le Parti national unifié) présentent des candidats séparément. A contrario, l'opposition s'unit en une coalition appelée « Front de l’Unité », comprenant le Vanua'aku Pati, le Parti progressiste mélanésien et l'Union Tan (parti francophone fondé en 1977, dissous au sein de l'UPM en 1981 puis refondé en 1988, estimant que l'UPM subissait une ingérence française inacceptable). La politique du pays, à l'origine scindée entre anglophones et francophones, est ainsi désormais faite de coalitions multilingues.

## Résultats

### Résultats d'ensemble
Le Front de l'Unité obtient seulement la majorité relative au Parlement (treize sièges pour le Vanua'aku Pati, cinq pour l'Union tan et deux pour le PPM) ; les élections, comme celles de 1991, produisent un parlement sans majorité. Les différentes formations politiques engagent des négociations en vue de constituer une majorité. Les partenaires de la coalition sortante (UPM+PNU), qui disposent ensemble d'une majorité absolue de vingt-six sièges, s'entendent pour former un gouvernement, écartant ainsi le Front de l'Unité et le reléguant à l'opposition. L'Union des partis modérés propose son président, Serge Vohor, pour le poste de premier ministre, plutôt que le premier ministre sortant Maxime Carlot Korman. Le choix est avalisé par le Parti national unifié, et ainsi par une majorité de députés. Walter Lini devient vice-premier ministre. Donald Kalpokas, à la tête du Front de l'Unité, demeure chef de l'opposition.
| Partis ou coalitions | Partis ou coalitions     | Dirigeants      | Sièges | Changement par rapport à 1991 |
| -------------------- | ------------------------ | --------------- | ------ | ----------------------------- |
|                      | Front de l'Unité         | Donald Kalpokas | 20     | +6 (par rapport au VP+PPM)    |
|                      | Union des Partis modérés | Serge Vohor     | 17     | -2                            |
|                      | Parti national unifié    | Walter Lini     | 9      | -1                            |
|                      | Nagriamel                | ?               | 1      | +1                            |
|                      | Parti fren mélanésien    | ?               | 1      | +0                            |
|                      | Candidats indépendants   | n/a             | 2      | +0                            |

### Résultats par circonscription
Les résultats sont les suivants.
Ambae : 3 députés
| Candidat        | Parti | Parti          | Voix | % | Résultat      |
| --------------- | ----- | -------------- | ---- | - | ------------- |
|                 |       |                |      |   |               |
| Samson Bue      |       | UPM            | 820  |   | réélu         |
| Silas Hakwa     |       | FU             | 763  |   | élu           |
| Amos Bangabiti  |       | UPM            | 761  |   | réélu         |
| James Bule      |       | PNU            | 717  |   |               |
| Onneyn Tahi     |       | PDP            | 680  |   | sortant battu |
| Aiden Kokona    |       | FU             | 310  |   |               |
| Willie Ngwele   |       | PNU            | 195  |   |               |
| Willie Vuta Toa |       | sans étiquette | 11   |   |               |

Ambrym : 2 députés
| Candidat       | Parti | Parti              | Voix | % | Résultat      |
| -------------- | ----- | ------------------ | ---- | - | ------------- |
|                |       |                    |      |   |               |
| Daniel Bangtor |       | FU                 | 808  |   | élu           |
| Amos Andeng    |       | UPM                | 731  |   | élu           |
| Irène Leigkone |       | UPM                | 688  |   |               |
| Andrew Welwel  |       | PNU                | 555  |   |               |
| Kai Patterson  |       | FU                 | 355  |   |               |
| Jack Hopa      |       | sans étiquette     | 302  |   | sortant battu |
| Watsuh Joseph  |       | Parti travailliste | 41   |   |               |
| William Ken    |       | Parti travailliste | 24   |   |               |

Autres îles du sud : 1 député
| Candidat          | Parti | Parti              | Voix | % | Résultat |
| ----------------- | ----- | ------------------ | ---- | - | -------- |
|                   |       |                    |      |   |          |
| Allan Navuki      |       | FU                 | 563  |   | élu      |
| John Thomas Nentu |       | UPM                | 445  |   |          |
| Andrew Pomkin     |       | PNU                | 252  |   |          |
| Philip Naupa      |       | Parti travailliste | 60   |   |          |
| Iarawoi Razzel    |       | sans étiquette     | 57   |   |          |
| John Taki         |       | FI                 | 28   |   |          |
| James Makenzie    |       | CCI                | 12   |   |          |

îles Banks et Torrès : 2 sièges
| Candidat              | Parti | Parti          | Voix | % | Résultat      |
| --------------------- | ----- | -------------- | ---- | - | ------------- |
|                       |       |                |      |   |               |
| Edgil Wetin           |       | PNU            | 923  |   | élu           |
| John Hughug           |       | PNU            | 854  |   | élu           |
| Theodore Titus Solong |       | UPM            | 629  |   |               |
| Alfred Lobu           |       | FU             | 413  |   |               |
| Cecil Sinker          |       | sans étiquette | 250  |   | sortant battu |
| Gideon Ronoleo        |       | PDP            | 45   |   |               |

Éfaté : 4 députés
| Candidat              | Parti | Parti              | Voix | % | Résultat |
| --------------------- | ----- | ------------------ | ---- | - | -------- |
|                       |       |                    |      |   |          |
| Carlot Louis          |       | UPM                | 1059 |   | réélu    |
| Donald Kalpokas       |       | FU                 | 989  |   | réélu    |
| Jimmy Meto Chilia     |       | FU                 | 883  |   | réélu    |
| Barak Sopé            |       | FU                 | 850  |   | réélu    |
| Thomas Brothy Faratia |       | UPM                | 765  |   |          |
| Alfred Carlot         |       | FU                 | 693  |   |          |
| Kalman Kaltoi         |       | PNU                | 536  |   |          |
| Sambo Roro            |       | CCI                | 466  |   |          |
| Thomas Tarisu         |       | FU                 | 450  |   |          |
| Jean-Claude Kanegai   |       | sans étiquette     | 329  |   |          |
| Simeon Poilapa        |       | PNU                | 301  |   |          |
| Willie Ioba           |       | PNU                | 179  |   |          |
| Henden Kalsakau       |       | Parti travailliste | 100  |   |          |
| Kalmet Kalmetabil     |       | PNU                | 97   |   |          |
| Frank Numalo          |       | Parti travailliste | 97   |   |          |
| Kalkot Mataskelekele  |       | PDP                | 76   |   |          |
| Nerry Taurakoto       |       | FVP                | 19   |   |          |

Épi : 1 député
| Candidat             | Parti | Parti              | Voix | % | Résultat      |
| -------------------- | ----- | ------------------ | ---- | - | ------------- |
|                      |       |                    |      |   |               |
| Willie Vara Maite    |       | sans étiquette     | 708  |   | élu           |
| Lemay Kila           |       | UPM                | 704  |   |               |
| Alick Michel Sokoliu |       | PNU                | 120  |   |               |
| Jimmy Simon          |       | FU                 | 192  |   | sortant battu |
| Frank Numalo         |       | Parti travailliste | 67   |   |               |

Luganville : 2 députés
| Candidat       | Parti | Parti              | Voix | % | Résultat |
| -------------- | ----- | ------------------ | ---- | - | -------- |
|                |       |                    |      |   |          |
| Alfred Maseng  |       | UPM                | 1437 |   | réélu    |
| Paolo Tabivaka |       | FU                 | 935  |   | élu      |
| Harrison Rarua |       | PNU                | 903  |   |          |
| Rémy Martin    |       | PNU                | 396  |   |          |
| Seth Russen    |       | sans étiquette     | 111  |   |          |
| Claude Tabi    |       | Parti travailliste | 91   |   |          |
| Aindep Kensen  |       | CCI                | 83   |   |          |
| Abraham Gaua   |       | PDP                | 60   |   |          |

Maewo : 1 député
| Candidat       | Parti | Parti | Voix | % | Résultat |
| -------------- | ----- | ----- | ---- | - | -------- |
|                |       |       |      |   |          |
| James Tamata   |       | FU    | 550  |   | réélu    |
| Paul Ren Tari  |       | PNU   | 496  |   |          |
| John Taokanase |       | UPM   | 268  |   |          |
| Faith Mary Boe |       | FVP   | 18   |   |          |

Malekula : 7 députés
| Candidat               | Parti | Parti              | Voix | % | Résultat      |
| ---------------------- | ----- | ------------------ | ---- | - | ------------- |
|                        |       |                    |      |   |               |
| Paul Telukluk          |       | UPM                | 961  |   | réélu         |
| Sato Kilman            |       | FU                 | 847  |   | élu           |
| Gideon Fred            |       | PNU                | 845  |   | élu           |
| Vital Soksok           |       | UPM                | 736  |   | réélu         |
| John Morsen Willie     |       | FU                 | 722  |   | élu           |
| Cyriaque Memetsan      |       | UPM                | 668  |   | élu           |
| Ailé Rantes            |       | PNU                | 623  |   | élu           |
| Johnny Kalwajin        |       | PNU                | 532  |   |               |
| Romain Batick          |       | UPM                | 508  |   | sortant battu |
| Jacob Thyna            |       | PFM                | 487  |   |               |
| Jean-Baptiste Malcekan |       | PNU                | 376  |   |               |
| Elson Samuel           |       | FU                 | 356  |   |               |
| Lawa Melenamu          |       | FU                 | 347  |   |               |
| Esmon Saimon           |       | FI                 | 332  |   |               |
| Fidèle Vanusoksok      |       | sans étiquette     | 309  |   |               |
| Étienne Kombe          |       | FU                 | 264  |   |               |
| Anatole Lingtamat      |       | FU                 | 217  |   |               |
| Jerethy Rasen          |       | sans étiquette     | 196  |   | sortant battu |
| Gideon Navat           |       | PNU                | 62   |   |               |
| Kack Lampi             |       | Parti travailliste | 59   |   |               |
| Naomi Malau            |       | FVP                | 42   |   |               |
| Jeff Patunvanu         |       | sans étiquette     | 42   |   |               |
| Obed Masingiou         |       | Parti travailliste | 35   |   |               |
| Issachar Holingson     |       | Parti travailliste | 29   |   |               |
| Robert Obed            |       | sans étiquette     | 11   |   |               |

Paama : 1 député
| Candidat         | Parti | Parti              | Voix | % | Résultat |
| ---------------- | ----- | ------------------ | ---- | - | -------- |
|                  |       |                    |      |   |          |
| Demis Lango      |       | UPM                | 501  |   | réélu    |
| Reddy Henry Sahe |       | FU                 | 461  |   |          |
| Timothy Massing  |       | PNU                | 161  |   |          |
| Paul Ulas        |       | Parti travailliste | 11   |   |          |

Pentecôte : 4 députés
| Candidat          | Parti | Parti              | Voix | % | Résultat |
| ----------------- | ----- | ------------------ | ---- | - | -------- |
|                   |       |                    |      |   |          |
| Walter Lini       |       | PNU                | 1251 |   | réélu    |
| Allen Bule        |       | PNU                | 948  |   | réélu    |
| Édouard Meulsul   |       | Nagriamel          | 774  |   | élu      |
| Vincent Boulekone |       | FU                 | 764  |   | réélu    |
| Abel Olul         |       | PNU                | 631  |   |          |
| Marcel Molbwet    |       | UPM                | 623  |   |          |
| Job Tabi          |       | FU                 | 475  |   |          |
| Edward Tabisari   |       | PDP                | 328  |   |          |
| Solomon Ngari     |       | Parti travailliste | 74   |   |          |
| Merilyn Temakon   |       | FVP                | 29   |   |          |

Port-Vila : 6 députés
| Candidat             | Parti | Parti              | Voix | % | Résultat |
| -------------------- | ----- | ------------------ | ---- | - | -------- |
|                      |       |                    |      |   |          |
| Maxime Carlot Korman |       | UPM                | 1056 |   | réélu    |
| Edward Natapei       |       | FU                 | 898  |   | réélu    |
| Willie Jimmy         |       | UPM                | 813  |   | réélu    |
| Jackleen Reuben      |       | FU                 | 801  |   | élu      |
| Hilda Lini           |       | PNU                | 545  |   | réélue   |
| William Edgell       |       | FU                 | 637  |   | élu      |
| Willie Titongoa      |       | FU                 | 597  |   |          |
| Wesley Takau         |       | FU                 | 433  |   |          |
| Daniel Lamoureux     |       | CCI                | 428  |   |          |
| Manwo Kepoue         |       | UPM                | 397  |   |          |
| Meltetamath Pechou   |       | FU                 | 387  |   |          |
| Alick Noël           |       | sans étiquette     | 322  |   |          |
| Patrick Crowby       |       | FI                 | 293  |   |          |
| Georges Joe          |       | PNU                | 278  |   |          |
| Maria Kalsakau       |       | sans étiquette     | 107  |   |          |
| Éphraïm Kalsakau     |       | Parti travailliste | 71   |   |          |
| Willie Aru           |       | PDP                | 51   |   |          |
| Grace Mera Molisa    |       | FVP                | 37   |   |          |
| Barton McDonald      |       | Parti travailliste | 14   |   |          |
| Albert Watt          |       | sans étiquette     | 12   |   |          |

Santo / Malo / Aore : 7 députés
| Candidat           | Parti | Parti              | Voix | % | Résultat      |
| ------------------ | ----- | ------------------ | ---- | - | ------------- |
|                    |       |                    |      |   |               |
| Serge Vohor        |       | UPM                | 1095 |   | réélu         |
| Sela Molisa        |       | FU                 | 1053 |   | réélu         |
| Albert Ravutia     |       | PFM                | 878  |   | réélu         |
| Jimmy Embert       |       | UPM                | 852  |   | élu           |
| Philip Pasvu       |       | FU                 | 826  |   | élu           |
| John Tari          |       | PNU                | 820  |   | élu           |
| Louis Taribe       |       | UPM                | 798  |   | élu           |
| George Tavuti      |       | UPM                | 669  |   |               |
| Frankie Stevens    |       | Nagriamel          | 563  |   | sortant battu |
| Thomas Reuben      |       | FU                 | 456  |   |               |
| Simon Alomele      |       | PNU                | 331  |   |               |
| Ezra Tari          |       | PNU                | 291  |   |               |
| Timothy Welles     |       | PFM                | 287  |   | sortant battu |
| Paul Saul          |       | CCI                | 218  |   |               |
| Philibert Raupepe  |       | FI                 | 196  |   |               |
| Marama Vanua       |       | FU                 | 128  |   |               |
| Tas Daniel         |       | FU                 | 51   |   |               |
| Tao Mathew Perefon |       | Parti travailliste | 44   |   |               |
| « Judy »           |       | Parti travailliste | 40   |   |               |
| Rone Alick         |       | FVP                | 27   |   |               |
| Philip Pakoro      |       | Parti travailliste | 17   |   |               |

Tanna : 7 députés
| Candidat             | Parti | Parti              | Voix | % | Résultat      |
| -------------------- | ----- | ------------------ | ---- | - | ------------- |
|                      |       |                    |      |   |               |
| Keasipai Song        |       | UPM                | 919  |   | réélu         |
| Jeffery Lahva        |       | FU                 | 881  |   | réélu         |
| Joe Natuman          |       | FU                 | 841  |   | élu           |
| Shem Naukaut         |       | PNU                | 786  |   | élu           |
| Charlie Nako         |       | UPM                | 750  |   | réélu         |
| Henry Iauko          |       | FU                 | 737  |   | réélu         |
| Naunun Harris Iarris |       | sans étiquette     | 707  |   | élu           |
| Jimmy Nicklam        |       | FU                 | 696  |   |               |
| Iolu Abil            |       | FU                 | 669  |   | sortant battu |
| Jacques Nirua        |       | UPM                | 631  |   |               |
| David Kalanga        |       | sans étiquette     | 609  |   |               |
| Joe Narua            |       | PNU                | 552  |   |               |
| Charley Nango        |       | sans étiquette     | 473  |   |               |
| Mark Iautu           |       | sans étiquette     | 405  |   |               |
| Saby Natonga         |       | FI                 | 151  |   |               |
| Lop Kissel           |       | sans étiquette     | 91   |   | sortant battu |
| Jack Malia           |       | PNU                | 70   |   |               |
| John Sawia           |       | PDP                | 18   |   |               |
| Nitani Peres         |       | PDP                | 15   |   |               |
| George Noka          |       | Parti travailliste | 10   |   |               |

Tongoa / îles Shepherd : 2 députés
| Candidat                | Parti | Parti | Voix | % | Résultat |
| ----------------------- | ----- | ----- | ---- | - | -------- |
|                         |       |       |      |   |          |
| David Karie             |       | PNU   | 669  |   | réélu    |
| John Morris Lee Solomon |       | UPM   | 581  |   | élu      |
| Amos Titongoa           |       | FU    | 506  |   |          |
| Timothy Timakura        |       | PNU   | 376  |   |          |